# Eddy Vorm
Eddy Vorm (Nieuwegein, 4 juni 1989) is een Nederlands voetballer die als aanvaller speelt.
Vorm speelde in de jeugd bij JSV Nieuwegein, USV Elinkwijk, FC Omniworld (amateurs) en Jong RKC Waalwijk. Hij maakte zijn debuut voor RKC op 1 mei 2009 in de thuiswedstrijd tegen RBC Roosendaal. Met RKC promoveerde hij in 2009 naar de eredivisie. Vorm is de jongere broer van doelman Michel Vorm. In de zomer van 2010 ging hij naar 1. FC Magdeburg in Duitsland. Daar vertrok hij in oktober 2010 en in januari 2011 werd zijn contract ontbonden. Hij speelde daarna voor FC Breukelen, SC Woerden, VV De Meern en VV Montfoort. sinds juli 2019 speelt hij voor VV Maarssen. 

## Carrière
| Seizoen | Club            | Wedstrijden | Doelpunten | Competitie        |
| ------- | --------------- | ----------- | ---------- | ----------------- |
| 2008/09 | RKC Waalwijk    | 2           | 0          | Eerste Divisie    |
| 2009/10 | RKC Waalwijk    | 6           | 0          | Eredivisie        |
| 2010/11 | 1. FC Magdeburg | 12          | 1          | Regionalliga Nord |
| Totaal  |                 | 20          | 1          |                   |